# カンタブリア山脈
カンタブリア山脈（カンタブリアさんみゃく、スペイン語: Cordillera Cantábrica、バスク語: Kantauriar mendikatea、英語: Cantabrian Mountainsまたは英語: Cantabrian Range）は、イベリア半島北部にある山地。ビスケー湾のカンタブリア海に沿って東西約300km以上にわたって連なっており、西端はガリシア山地に、東端はピレネー山脈に接続する。最高地点はピコス・デ・エウロパ山塊にある標高2,648mのトーレ・セレード。カンタブリカ山脈とも表記する。

## 地理
カンタブリア山脈はアルプス・ヒマラヤ造山帯における明確な地形学的領域である。カンタブリア山脈はハイキングに適しており、また多くの登山ルートもある。アルト・カンポ、バルグランデ＝パハレス、マンサネーダの各スキー場ではスキーも可能である。カンタブリア山脈の存在により、カンタブリア地方は「海のスイス」と呼ばれる。カンタブリア山脈の一部はピコス・デ・エウロパ国立公園などの自然保護区に含まれている。

## 山地

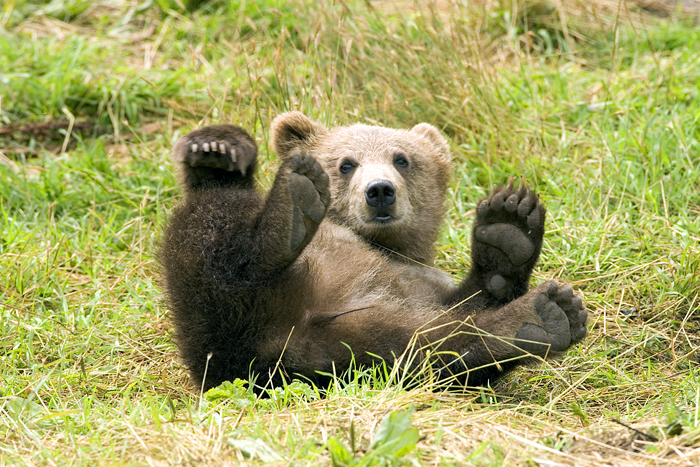
カンタブリアヒグマ

カンタブリア山脈は西から東に向かって、大いに異なる3つの地域に分けることができる。

### 西部
アストゥリアス連峰とその周囲の山々である。地形学的には古生代の地層の褶曲を持つガリシア山地の東部の延長上にあたる。カレス川が形成する谷など、東から西に走る峡谷によって山塊が隔てられている。西部と中央部の間には、カスティーリャ・イ・レオン州・レオンとアストゥリアス州・オビエドを結ぶ鉄道や高速道路などが走っている。
- スエベ山 - 1,161m。セジャ川の北裾。
- クエラ山 - 1,315m。アストゥリアス州東端の裾。

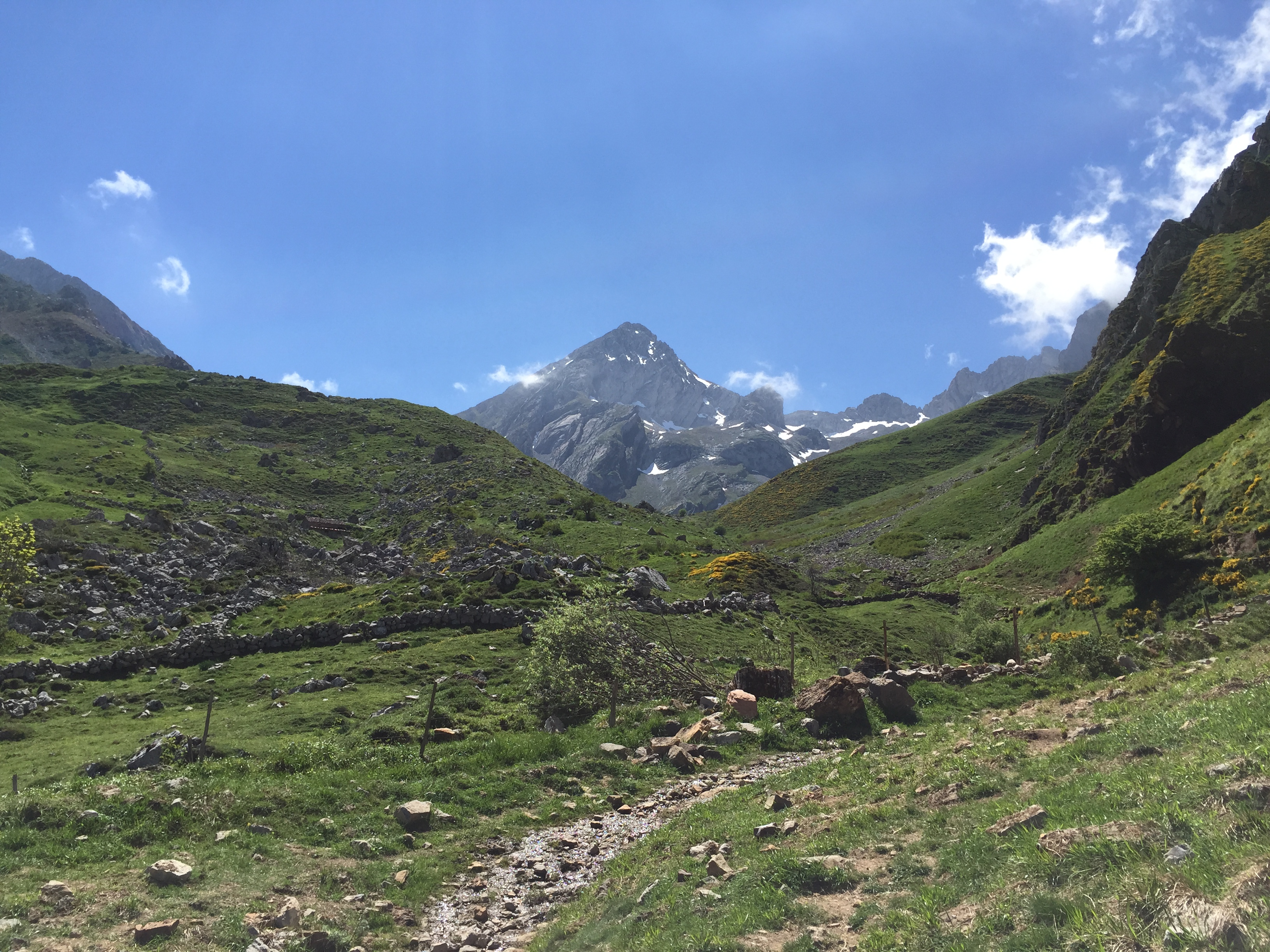
アストゥリアス州とレオン県を隔てる山地
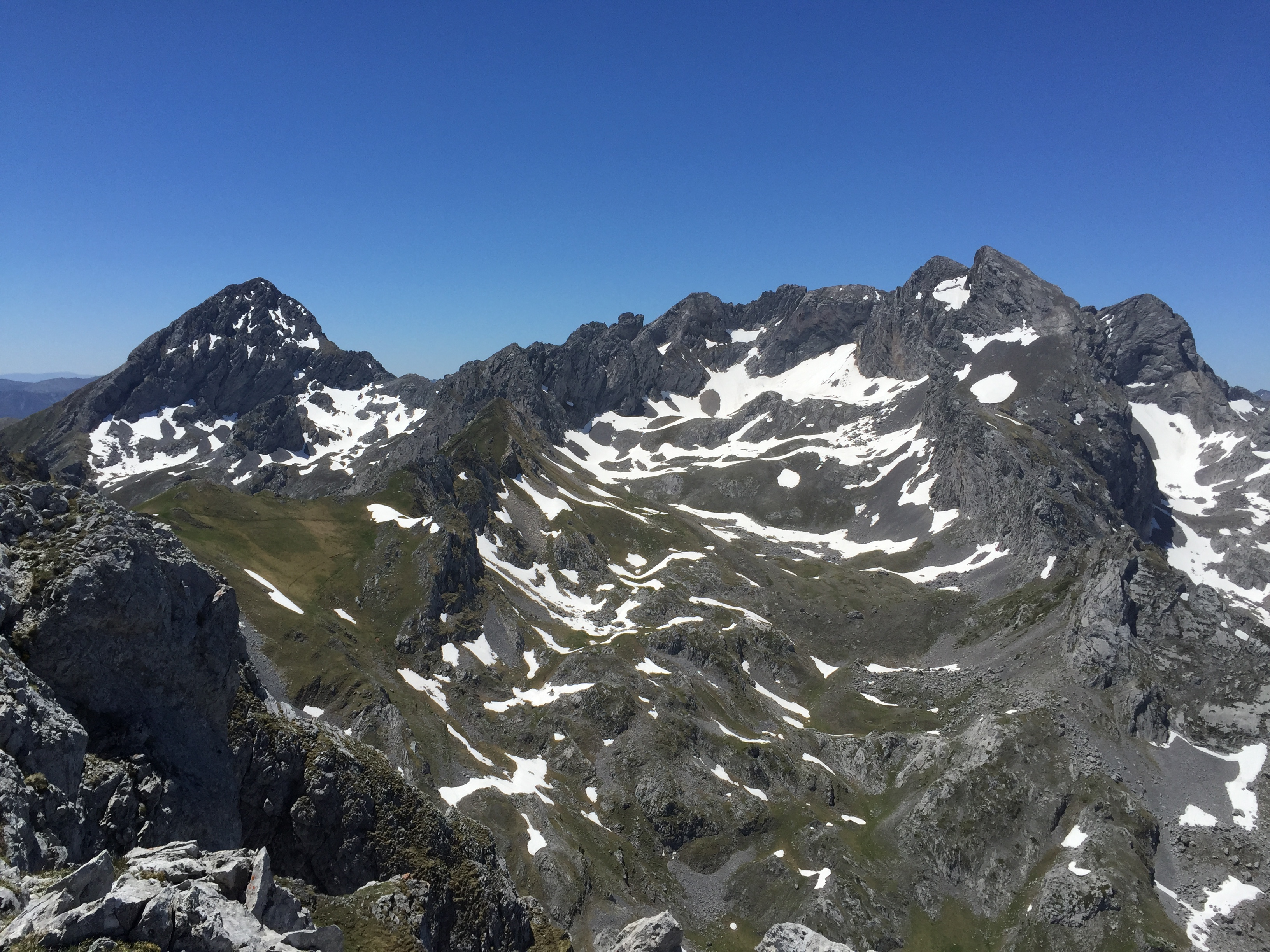
アストゥリアス州とレオン県を隔てる山地
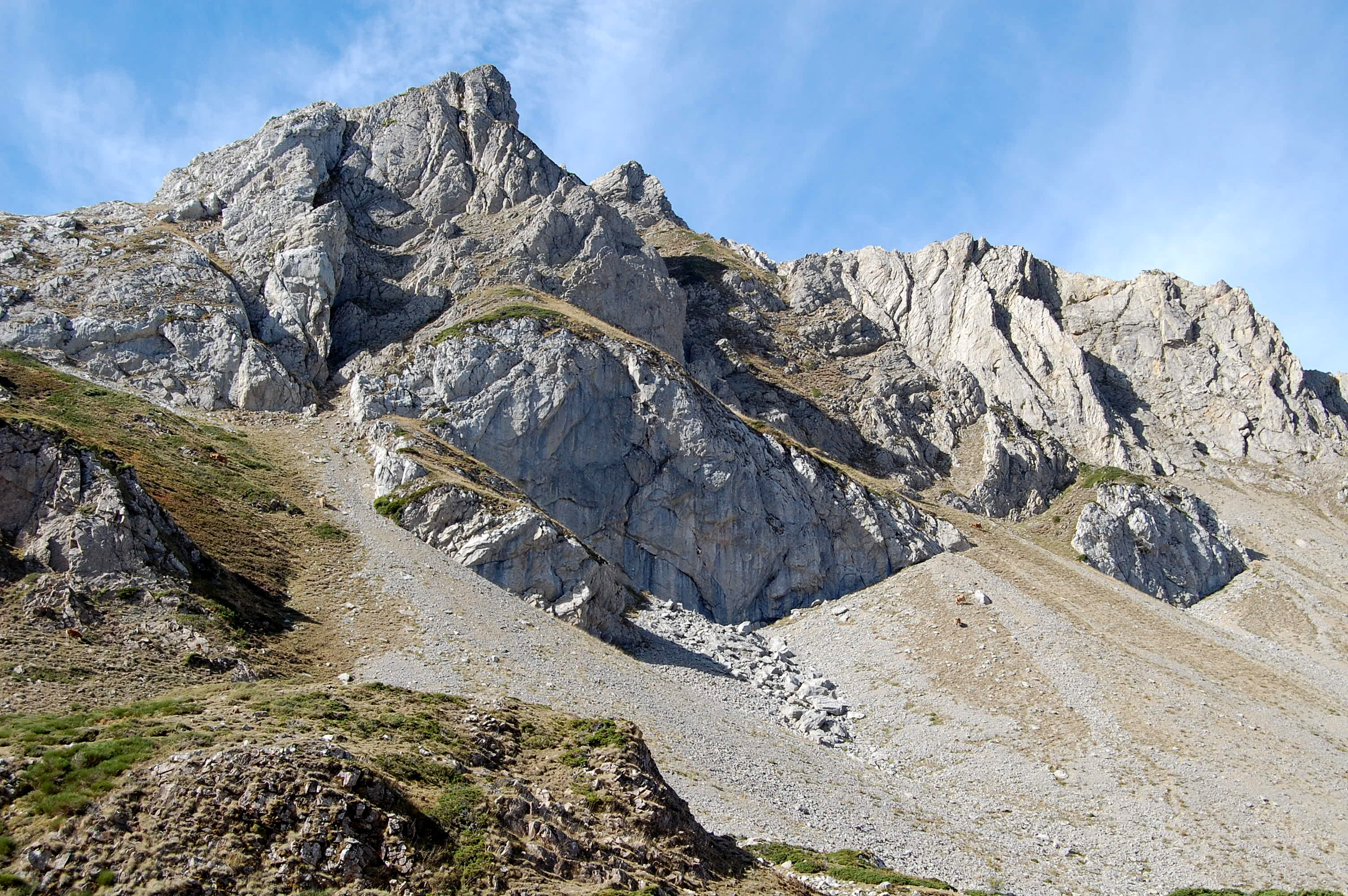
オルミス峰
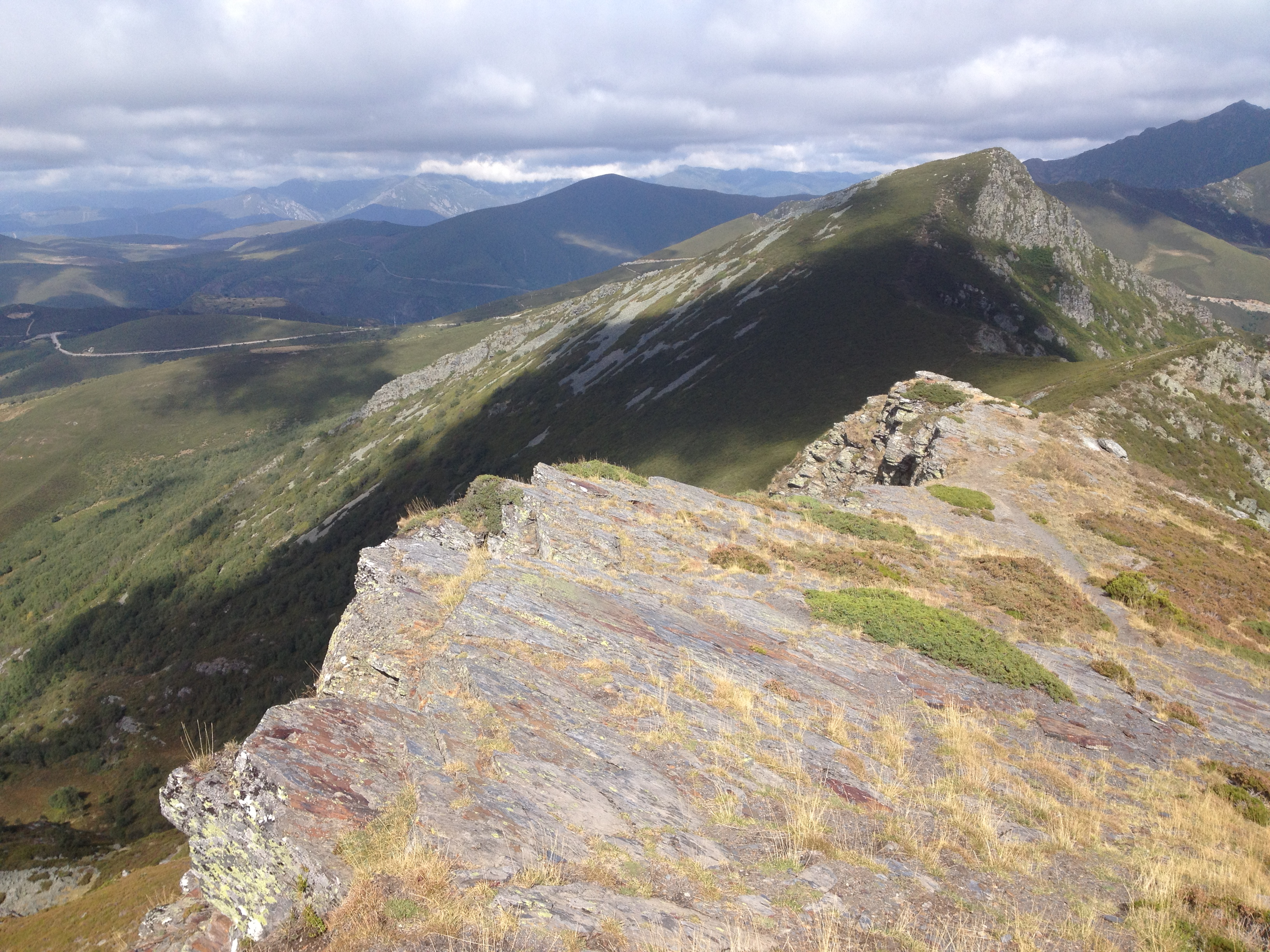
アンカレス山地
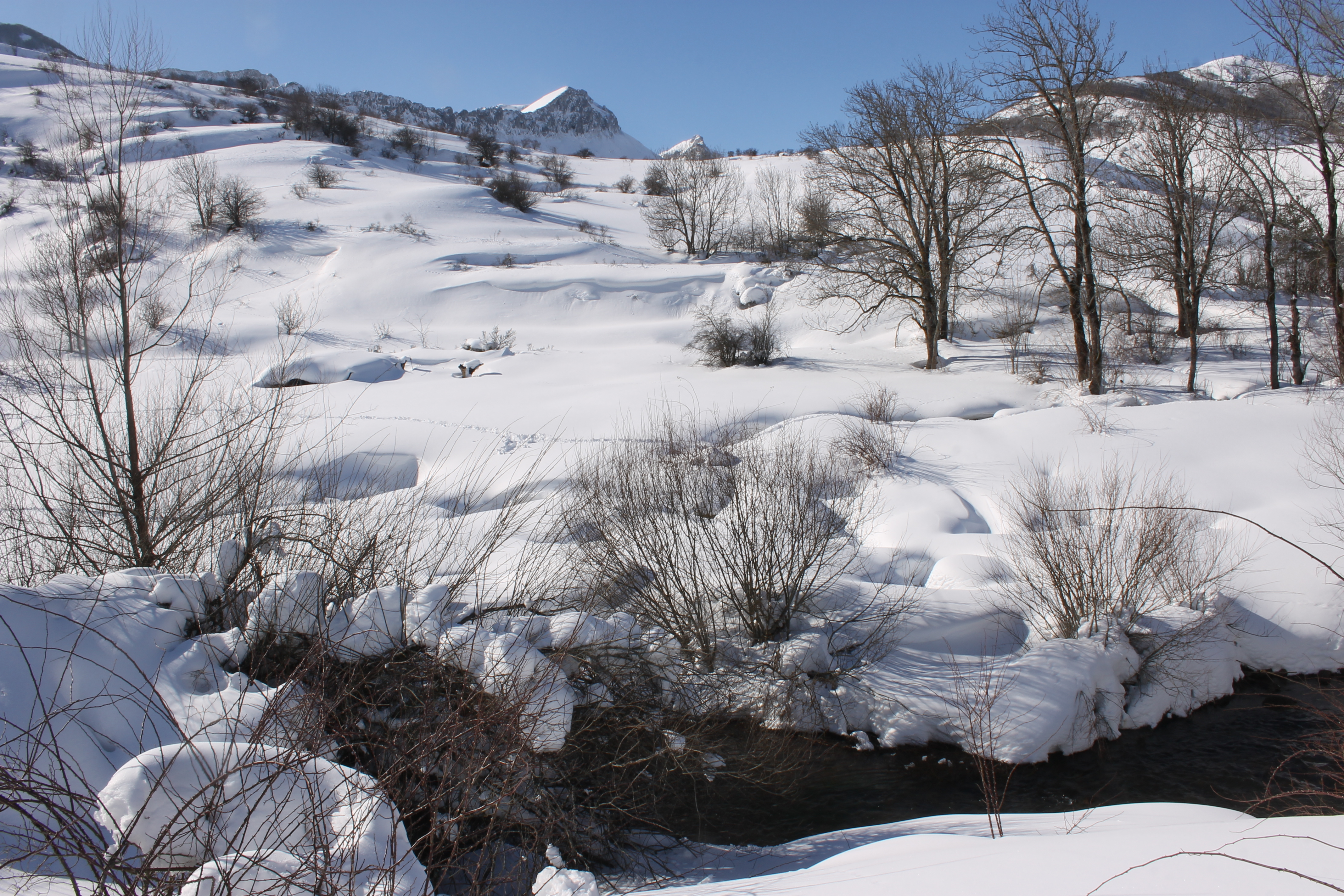
冬季のカサーレス川上流部
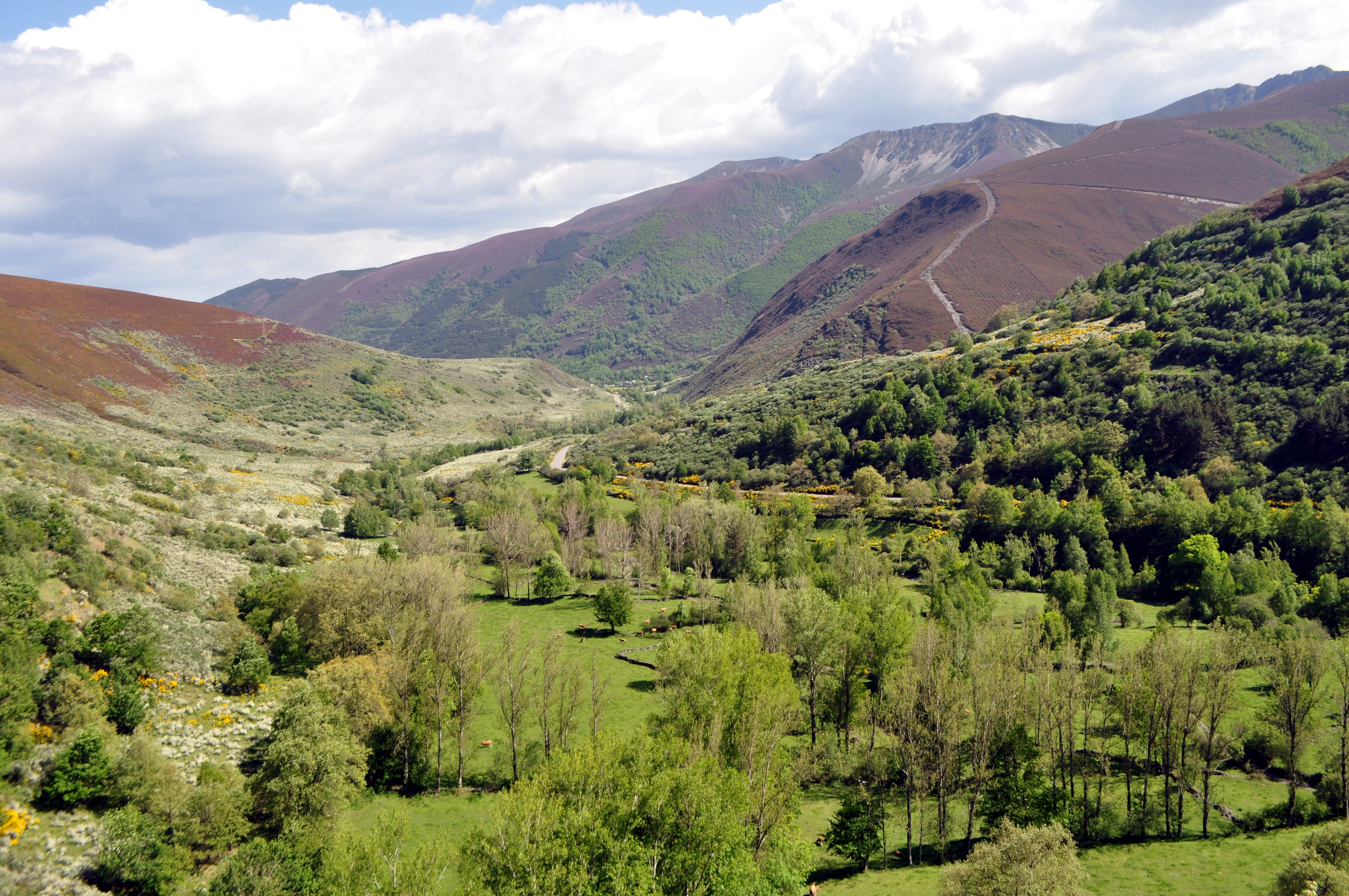
春季のフォルネーラ谷

### 中央部
中央部の主要な山は堂々としたピコス・デ・エウロパ山塊であり、「ヨーロッパの峰々」という意味を持つ。大西洋のカンタブリア海からは約30kmの距離にあり、オビエド、サンタンデール、レオンの中間付近にある。ピコス・デ・エウロパ山塊は石炭紀の石灰岩や泥灰岩からなる。パラモ・デ・マサとラ・ロラの草原はルドロン谷が横断する南側斜面に位置している。最高地点はピコス・デ・エウロパ山塊のウリエレス山塊にある標高2,648mのトーレ・セレードである。
- ピコス・デ・エウロパ山塊 – さらに3つの地塊に分けられる。
  - コルニオン地塊 – 西部。サンタ峰は2,596m。
  - ウリエレス地塊 – 中央部。トーレ・セレードは2,648mでカンタブリア山脈最高峰。
  - アンダラ地塊 – 東部。モッラ・デ・レチュガレスは2,444m。
  - リエンクレス山 – 海岸部。
  - ネドリーナ山[5]
- エスクード・デ・カブエルニガ山 – カンタブリア州。主尾根と海岸の中間[6]

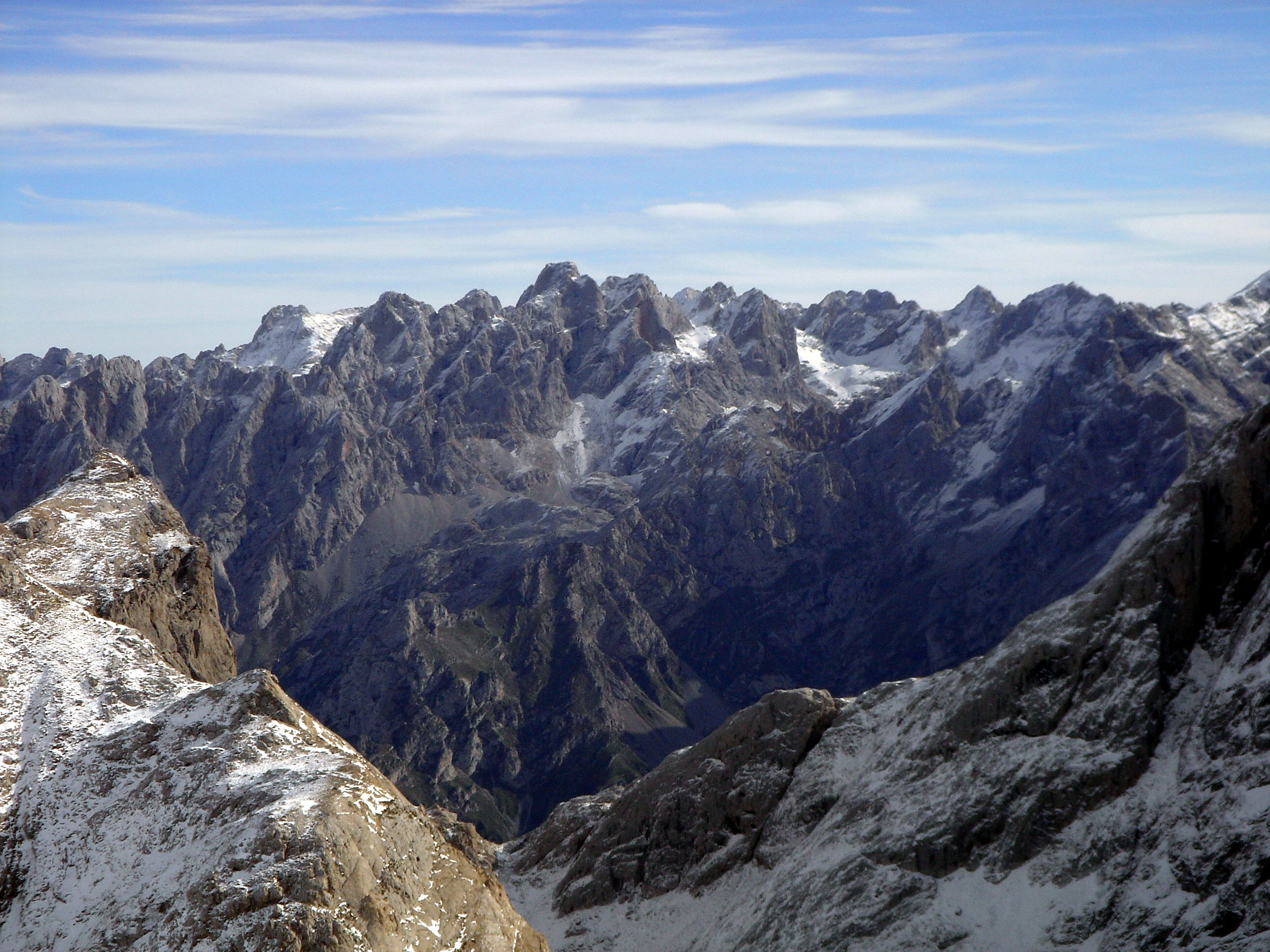
カンタブリア山脈最高峰のトーレ・セレード
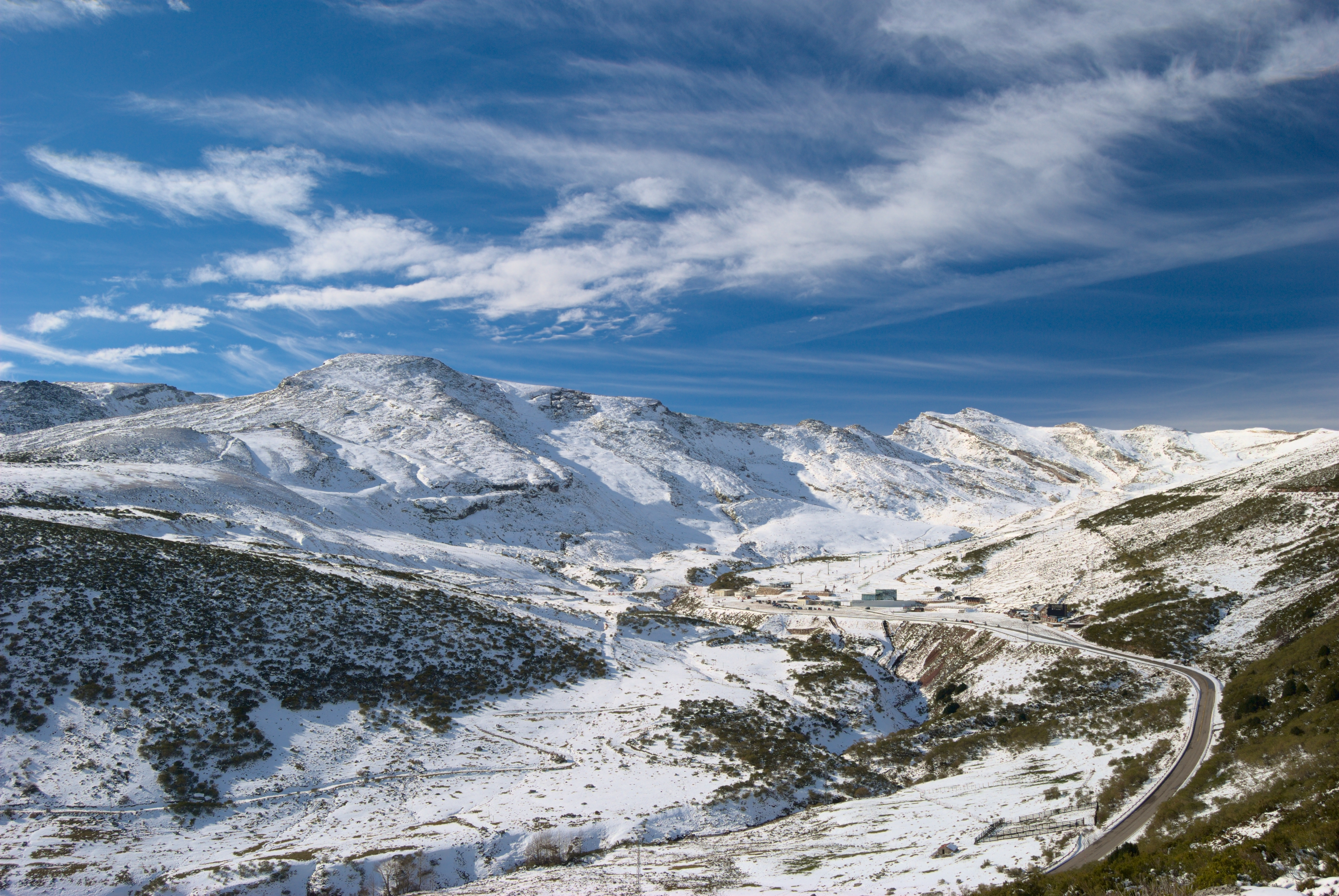
ヒハール山地とナンサ谷
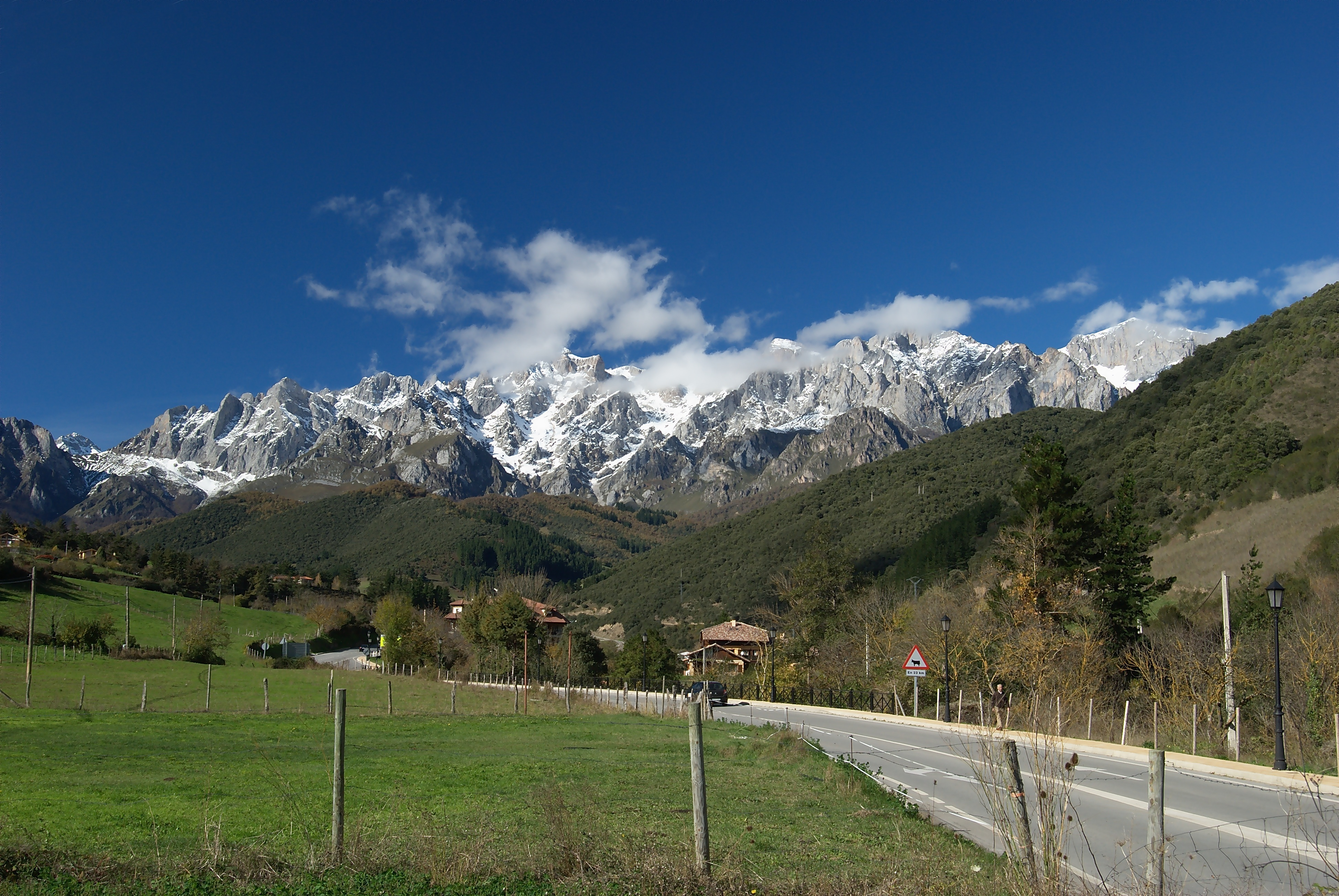
セパ・リエバナ
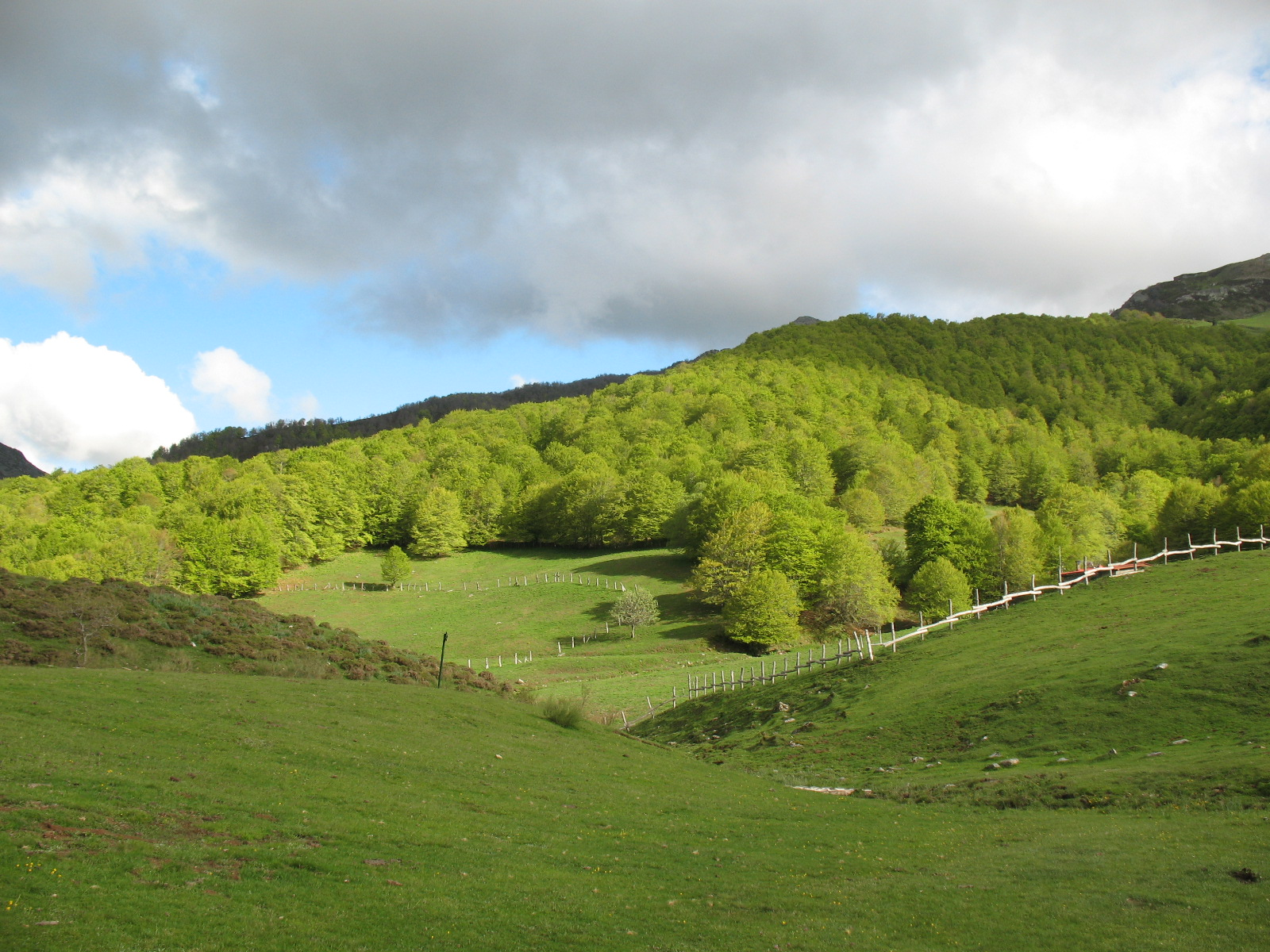
オセハ・デ・サハンブレ付近の照葉樹林
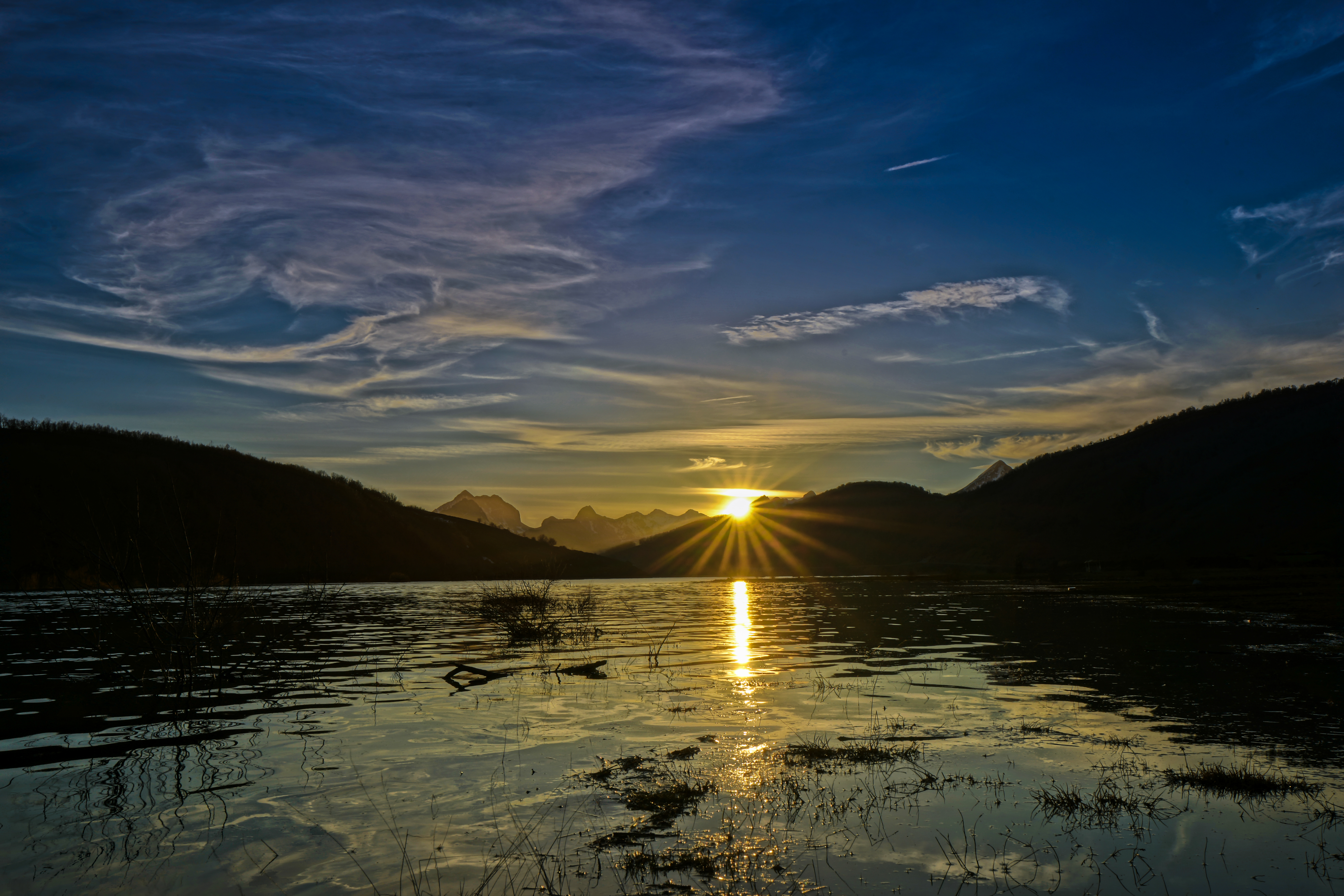
リアーニョ貯水池から見たピコス・デ・エウロパの夕日
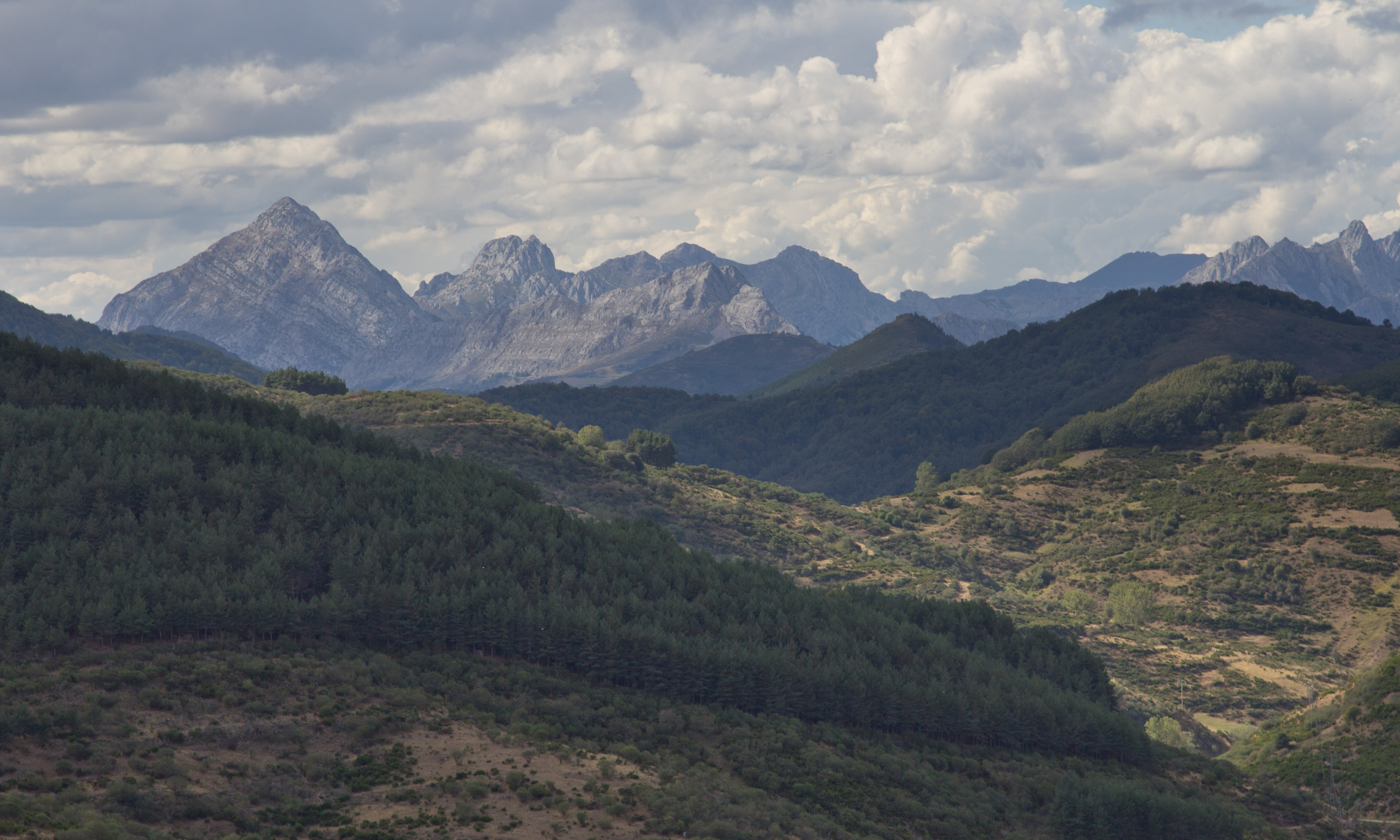
レオン県北部から見たピコス・デ・エウロパ

### 東部
カンタブリア山脈東部はバスク山脈またはバスク山地と呼ばれる。浸食が激しい中生代の地層の褶曲を持つ。中央部と東部の間には、カスティーリャ・イ・レオン州ブルゴスとバスク州サン・セバスティアンを結ぶ鉄道や高速道路などが走っている。
- 内陸部の山
  - ウルバサ山 - 1,183m。
  - アンディア - 1,493m。
  - ベリアイン山 – 1,493m。
- 海岸部の山
  - ゴルベア山（ゴルベア山地） - 1,481m。
  - ウルキオラ山地 - 1,331m。
  - アイスコリ山 - 1,551m。バスク山脈の最高峰。
  - アララール山（アララール山地） - 1,346m。
  - その他の海岸部にある重要な山としては、ガネコゴルタ山、オイス山、エルニオ山などがある。

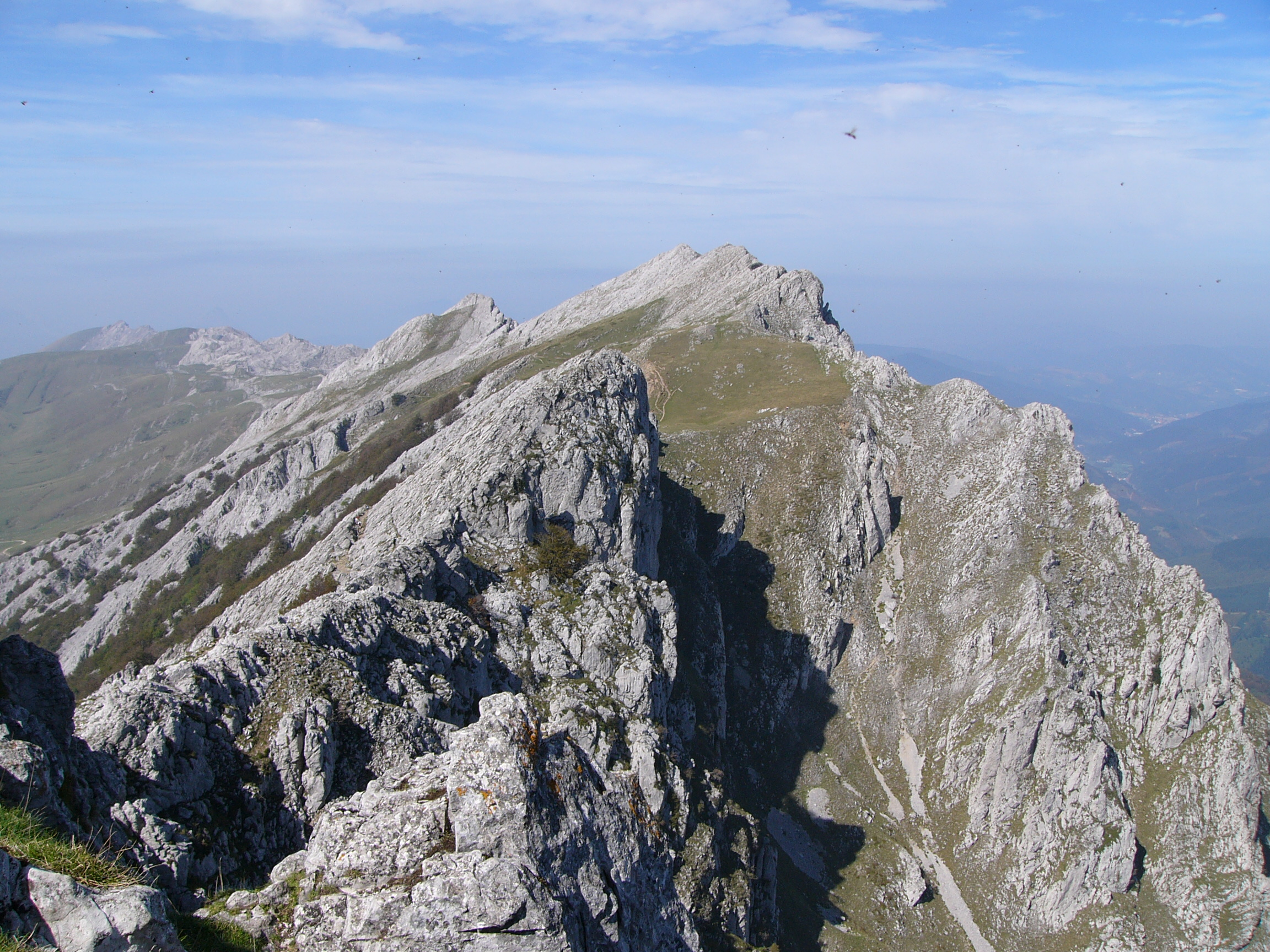
石灰岩からなるアイスコリの山頂
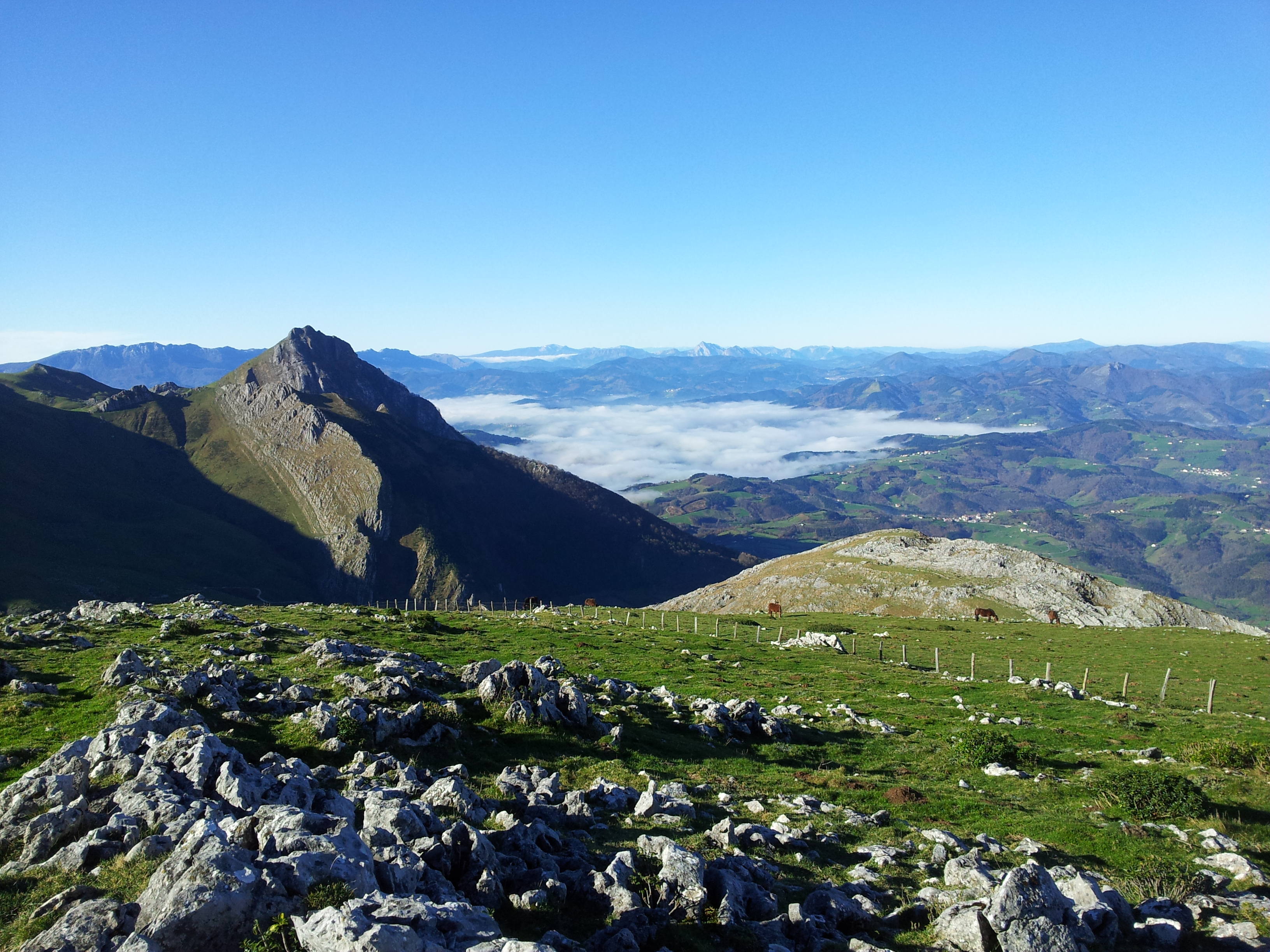
チンドキからの景観
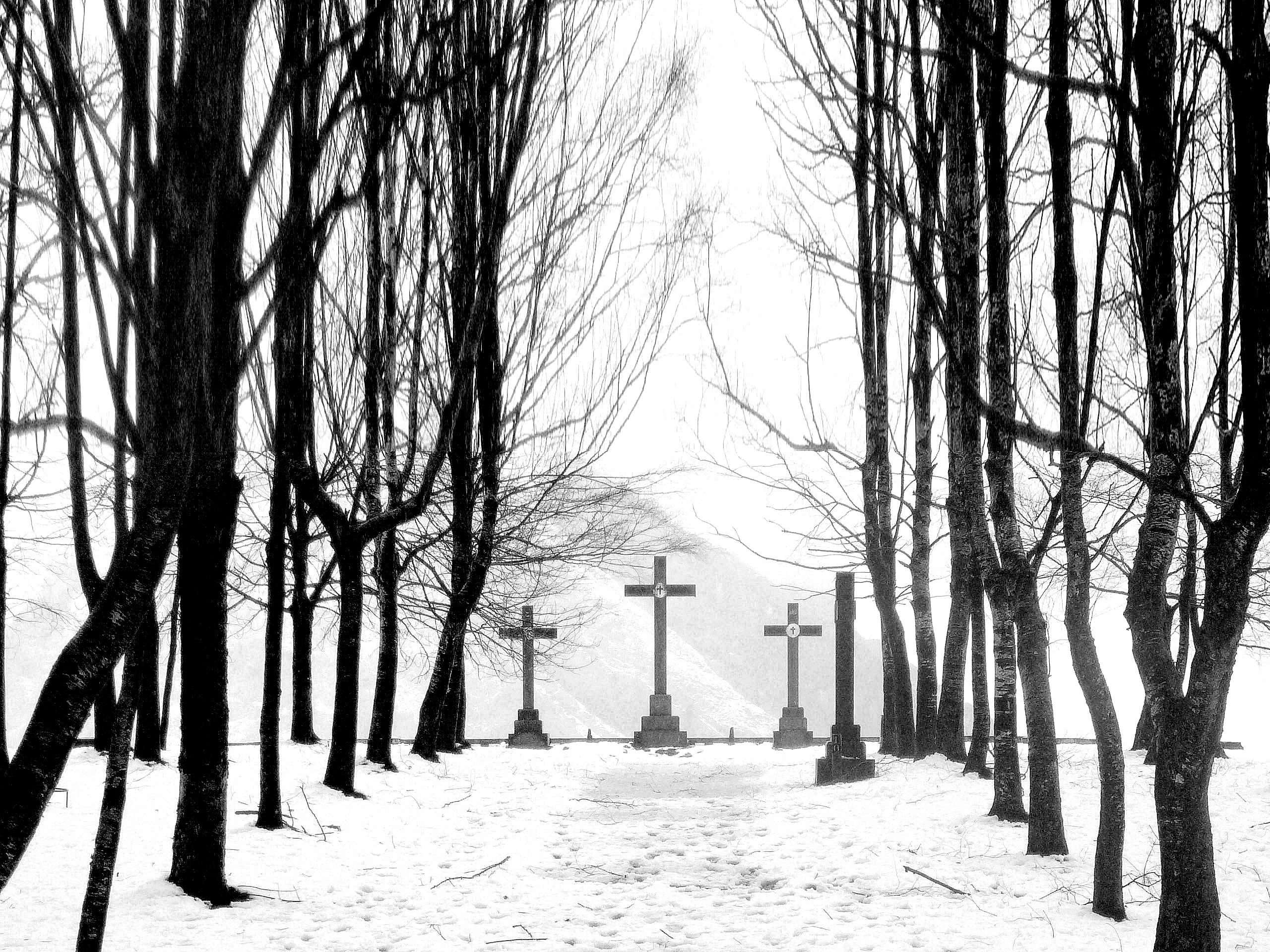
冬季のウルキオラ山地